# James Holland
James Holland, född 18 oktober 1799, död 12 december 1870, var en brittisk målare.
Holland arbetade huvudsakligen i akvarell med landskap, blom- och arkitekturmotiv. Som kolorist är han jämförbar med William Turner, särskilt berömd för sina venetianska veduter. Holland är rikligt företrädd i brittiska privata och offentliga samlingar.